# Acanthoponera peruviana
Acanthoponera peruviana é uma espécie de inseto do gênero Acanthoponera, pertencente à família Formicidae.